# アップルフォーミュラランド
座標: 北緯36度0分56.93秒 東経140度14分12.90秒 / 北緯36.0158139度 東経140.2369167度
アップルフォーミュラランド（アップルフォーミュラランド、Apple Formula Land）は、茨城県稲敷郡阿見町上条92番地にあったレンタルカートコース。
通常のレンタルカート走行の他、グループでの走行に対応した各種プランでの走行やサーキット主催のレースも盛んに行われていた。ラジコンカー専用コースのアップルRCランドを併設していた。

## 歴史
- 1993年 JAF公認ダートトライアル場『オートガーデンAMI』として芝畑の中を造成した楕円形のコースでオープンした。
- 1995年 春に全面を舗装し、JAF公認ジムカーナ場としてリニューアルオープンしたが、諸事情により2年で閉鎖。
- 1996年 カート場として再オープン（1996年プレオープン、1997年5月1日グランドオープン）。
- 2016年 10月30日をもって、20年間続いた営業を停止。翌年の4月にはソーラーファームとして再開する予定[1]。

## レンタルカートコース
コース全長530mのメインストレートとインフィールドセクションで構成されたテクニカルサーキットである。
メインストレートを抜け、緩い左コーナーの1コーナー、メインストレートからの加速で最高速に達したあとにフルブレーキングをして右に曲がる2コーナー、右回りの2コーナーから左に切り返すヘアピンコーナー、ヘアピン立ち上がりから加速しながら緩い左コーナーの高速コーナー、高速コーナーからの速度が乗った状態からブレーキングして入る右・左・右と回るトリプルコーナー、ダブルヘアピンのような形のS字コーナー、S字から立ち上がり右コーナーの直後に進入と出口でRが変わる最終コーナーを曲がりメインストレートへ戻る。

## 過去のコース
元がジムカーナー場で全面特殊舗装を施してあった為、コースレイアウトが自由に取れ右回り左回りとコースレイアウトが幾度か変更になった。
- 1997年 右回りのコース
- 1997年9月 左回りのコース
- 1998年 右回りコース
- 現在のコースレイアウトは2003年春に完成

## 乗車できるカート
2009年現在。
- レンタルカート
  - フレーム：ビレル社製 N035（2003年〜）
  - エンジン：ホンダ製GX200（セル乾式クラッチ付き）
  - タイヤ：ブリヂストンHF
- スーパースポーツカート(SSK)
  - イントレピッド社製（2009年3月〜）
  - エンジン：ホンダ製GX200改（セル無し・乾式クラッチ付き）
  - タイヤ：ダンロップ
  - SSKはN035で36秒500を切れると乗車可能
- 子供用カート
  - 過去にレンタルで使用していたFK9及びPK50を改造
- タンデムカート（2人乗り）

## 過去に使用していたカート
- 1997年〜 ヤマハ FK9
- 1998年〜 無限 PK50
- 2003年〜ビレルN035本田エンジンのカートをオリジナル製作

## 主催レース
※開催日についてはいずれも2009年の開催日。
- アップルスプリントレース 
  - 1月及び3月〜11月の第3日曜日又は第4日曜日に開催・K1スプリントレースと併催。ビギナー向けのスプリントレース。レンタル走行を10周することにより参戦条件を満たすことができる。参加者数に応じてグループ分けを行いレースを実施する。使用カートはN035。練習10分、予選10分（タイムアタック）、決勝10周。

- K1スプリントレース
  - 1月及び3月〜11月の第3日曜日又は第4日曜日に開催・アップルスプリントレースと併催。N035に慣れ、更なるステップアップをしたい人向けのスプリントレース。アップル主催のレースに参加し、レースライセンスを『B'級』に昇格させた上で、SSKの乗車条件をクリアすることで参戦条件を満たすことができる。決勝進出最大台数は10台。10台以上のエントリーがあった場合、予選で10位以下を予選不通過とする。使用カートはSSK。練習10分、予選2周（タイムアタック）、決勝20周。

- WEEK DAYスプリントレース
  - 奇数月第3火曜日又は第4火曜日開催。週末のレース参加が難しいビギナー向けのスプリントレース。レンタル走行を10周することにより参戦条件を満たすことができる。使用カートはN035。練習10分、予選10分（タイムアタック）、決勝12周。

- エキスパートWEEK DAYスプリントレース
  - 偶数月第3火曜日又は第4火曜日開催。N035に慣れ、更なるステップアップをしたく週末のレース参加が難しい人向けのスプリントレース。アップル主催のレースに参加し、レースライセンスを『B'級』に昇格させた上で、SSKの乗車条件をクリアすることで参戦条件を満たすことができる。参加台数に応じてグループ分けを行いレースを実施する。使用カートはSSK。練習10分、予選10分（タイムアタック）、決勝15周。

- ブリヂストンカップ45分耐久レース
  - 1月・2月の第2土曜日、3月・10月・12月の第1日曜日に開催。1人（ワンマンクラス）又は2人1組(ツーマンクラス)で参加する耐久レース。レンタル走行経験者であれば参戦条件をクリアできる。ワンマンクラスは最低1回・1分のピットストップを義務付け。ツーマンクラスは最低1回のドライバー交代を伴うピットストップを義務付け。基本的にクラス別でレースを行うが、参加台数が少ない場合は混走となる。使用カートはN035。練習10分、予選2周（タイムアタック）、決勝45分。

- ホンダカップ90分耐久レース
  - 2月・4月・6月・9月・11月の第1日曜日又は第2日曜日に開催。優勝狙いで参加する『チャレンジクラス』、勝ち負けに拘らずレースを楽しむ『エンジョイクラス』の2クラスでレースを行う。チャレンジクラスはドライバー全員がレースライセンス『B級』以上を取得で参加可能。エンジョイクラスはレンタル走行経験者であれば参加可能。1チームの人数は2〜5人。基本的にレースは両クラスの混走。使用カートはN035。練習10分、予選2周（タイムアタック）、決勝90分（1人のドライバーの走行時間は5分〜15分）。

- サマーフェスティバル12時間耐久レース
  - 7月4日（土曜日）開催。優勝狙いで参加する『チャレンジクラス』、勝ち負けに拘らずレースを楽しむ『エンジョイクラス』の2クラスでレースを行う。チャレンジクラスはドライバー全員がホンダカップ90分耐久レースに参加経験有りで、尚かつレースライセンス『B級』以上を取得で参加可能。エンジョイクラスはドライバー全員がレースライセンス『B級』以上を取得で参加可能。1チームの人数は5〜10人。基本的にレースは両クラスの混走。使用カートはN035。練習20分、決勝12時間（1人のドライバーの走行時間は5分〜20分、グリッドはくじ引きにて決定）。

- イヤーエンドフェスティバル
  - 12月27日（日曜日）開催予定。2009年度の大会概要については2009年9月30日現在では未発表。過去のイヤーエンドフェスティバルではアップル、K1、WEEK DAYの各スプリントレースのシリーズポイント上位6名によって行われるプレーオフレースと5時間の耐久レースのダブルヘッダーで開催されていた。

## その他イベント
- N035タイムトライアル大会 - 4月から12月までの第2日曜日に開催。
- SSKタイムトライアル大会 - 3月から11月までの第2日曜日に開催。
- N035・SSKタイムトライアル大会FINAL - 12月31日開催予定。
- ちびっこ朝練 - 3月から11月までの第4日曜日又は第5日曜日、12月は第3日曜日に開催。

## Cats Apple
2009年4月のホームページリニューアルに伴い、突如誕生したイメージガールの総称。現役のグラビアアイドルやタレントなどで活躍中の彼女らをイメージガールに起用し、ホームページ上で人気投票が行われている。人気投票の上位3人はアップルフォーミュラランドのイベントに出演する。
- 2009年度Cats Appleメンバー
  - TSCレーシングチーム
    - 奥与詩子（合同会社B.M.Factory所属）
    - 藤山玲央奈（株式会社2win所属）
    - 大城麻耶（元RISING SUNプロダクション所属）

  - キャッツアップルレーシングチーム
    - 本橋優華（株式会社アヴィラ所属）
    - 浜崎慶美（株式会社アヴィラ所属・『日テレジェニック2008』メンバー）
    - 雛田みか（株式会社アヴィラ所属）
- 2009年度Cats Appleイメージソング 『Look up to the sky』Yuri (Ri-Sa.J)

- 参加イベント
  - サマーフェスティバル12時間耐久レース
    - 奥与詩子、大城麻耶、浜崎慶美の3人に加え、イメージソングを歌うYuriも参加した。

## アクセス
田んぼや畑の中にあるカートコースの為、アクセスには畔道のような車同士が擦れ違うのに苦労する道を通る必要がある。そのため、カーナビゲーションなどに頼って訪れようとすると、機種によっては目的地の手前で音声案内が終了することがある。
自動車
- 首都圏中央連絡自動車道阿見東ICより約3km
- 常磐自動車道桜土浦ICより約10km

鉄道
- 常磐線土浦駅より関東鉄道（バス）にて阿見中央公民館にて下車→阿見中央公民館より約2.5km

※公共交通機関利用の際は予約してあれば、最寄りバス停や駅までの送迎サービスあり。

## 周辺施設
- あみプレミアム・アウトレット（約3km）